# Holwortel
Holwortel (Corydalis cava, synoniem: Corydalis bulbosa) is een plant uit de papaverfamilie (Papaveraceae). Het is een vroegbloeiende vaste plant. De soort staat op de Nederlandse Rode Lijst van planten als zeldzaam en stabiel of toegenomen. Het aantal chromosomen is 2n = 16.
Holwortel begint snel na het uitlopen vaak al in maart te bloeien en is voor de zomer bovengronds vaak al afgestorven. De bladeren zien er wat groen-blauwig uit. De rozetbladeren zijn symmetrisch samengesteld, de stengelbladeren zijn asymmetrisch. De bladeren zijn samengesteld en hebben stompe slippen.
Holwortel bloeit of roodpaars of wit. Per groeiplaats varieert de overheersende bloemkleur. De bloem is vergroeidbladig: ze vormen een soort buis waarin de stamper en meeldraden liggen. Wanneer een insect op de zijdelingse bloembladen gaat zitten, veren ze naar beneden waardoor de meeldraden naar buiten buigen en het stuifmeel op het insect deponeren. De eironde, gaafrandige schutbladen zijn schubvormig.
De vrucht is een op een peul gelijkende doosvrucht. Het zaad heeft een mierenbroodje, waardoor het door mieren verspreid wordt. De naam holwortel slaat op de wortelknol van de plant die hol is, in tegenstelling tot die van de vingerhelmbloem (Corydalis solida) waarop de plant sterk lijkt. Verder heeft de holwortel gaafrandige, spitse schutblaadjes en de vingerhelmbloem handvormig ingesneden schutblaadjes.
Holwortel komt van origine in Midden-, Oost- en Zuid-Europa in het wild voor. De soort is in Nederland ter verwildering aangeplant op onder meer verschillende landgoederen. Ze wordt tot de stinsenplanten gerekend.

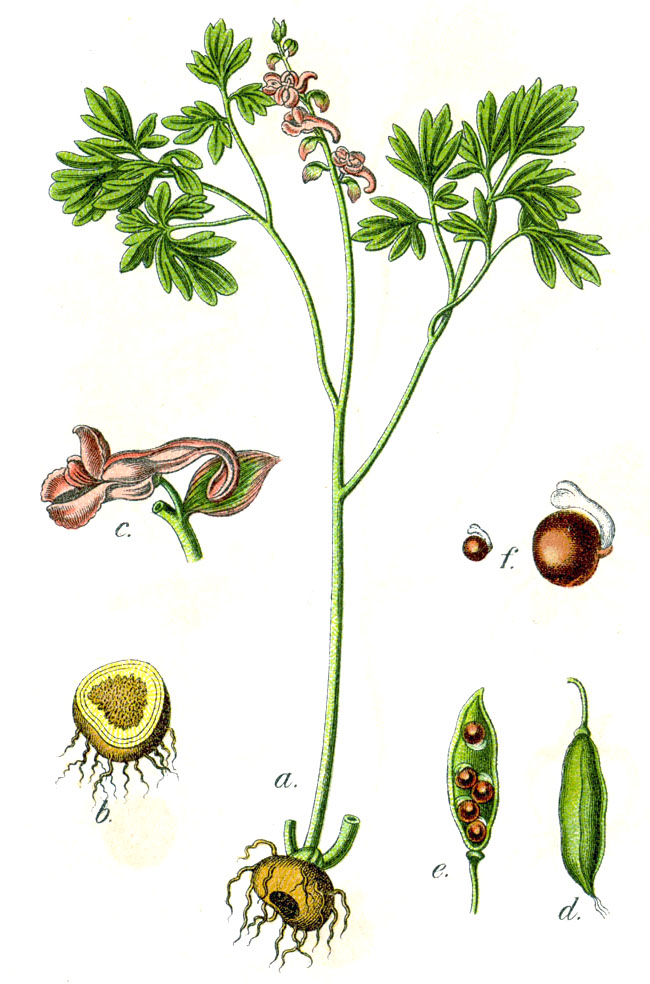
Illustratie uit Deutschlands Flora in Abbildungen
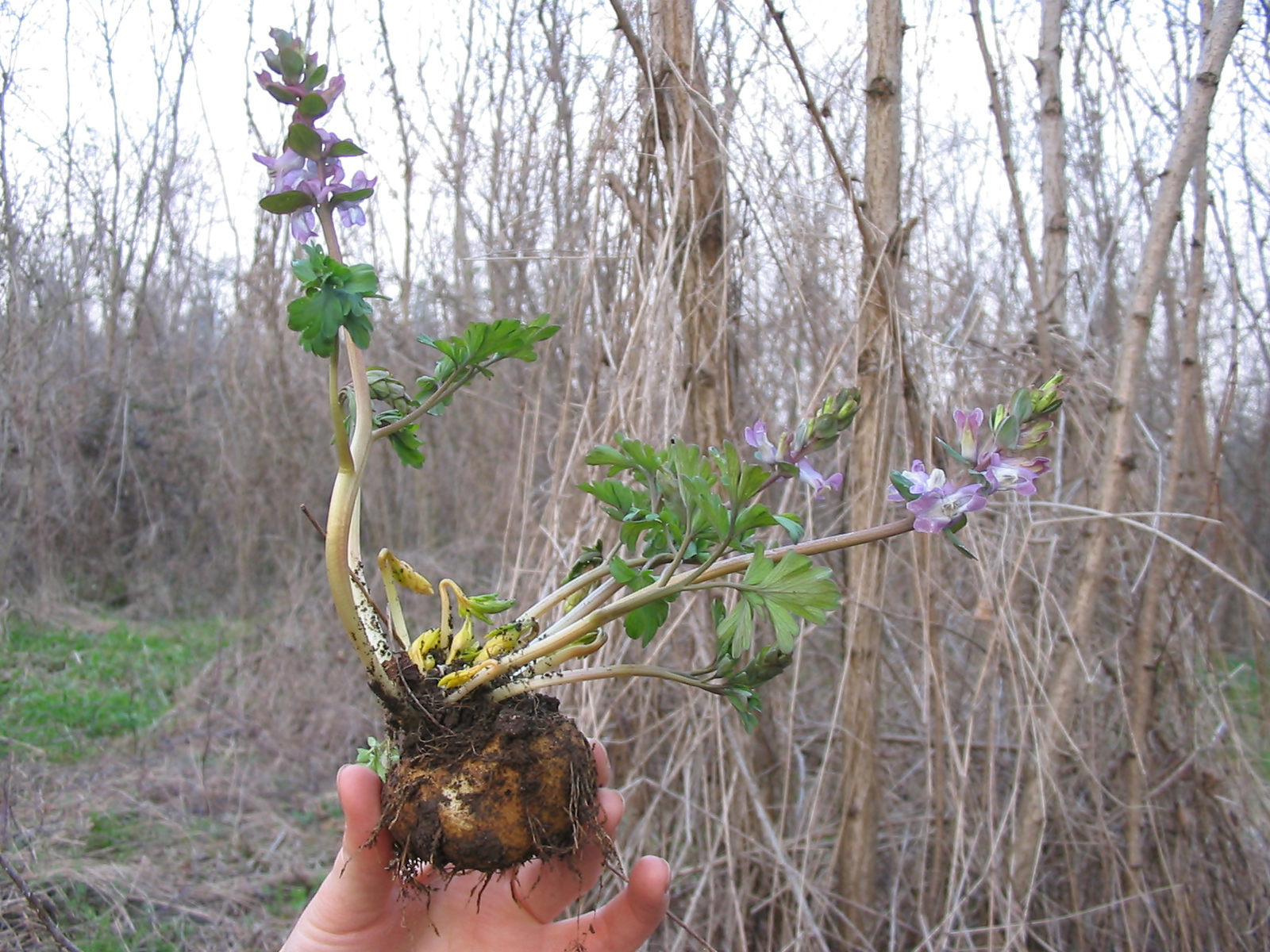
Uitgegraven bloeiende plant met knol
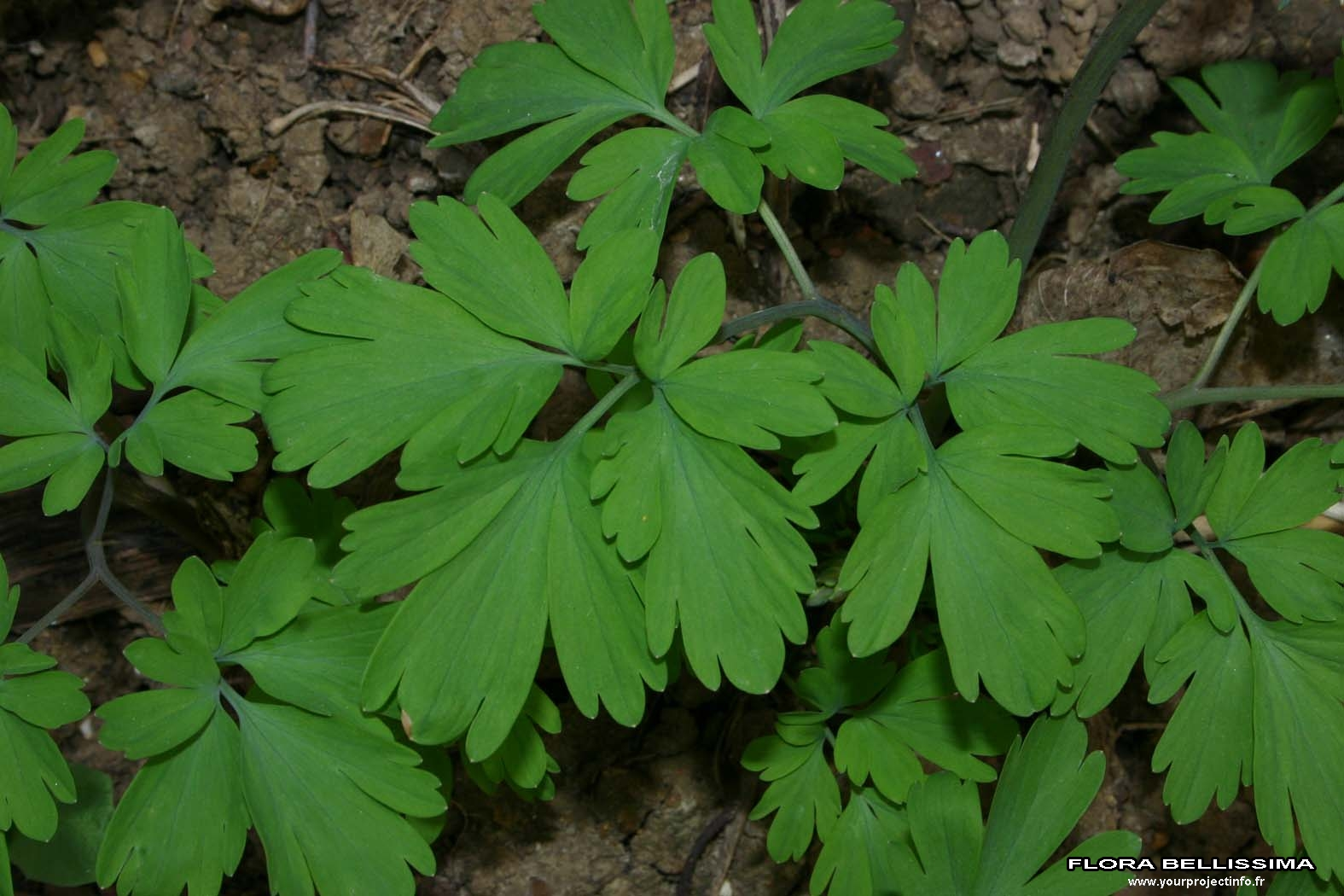
Voorkant blad
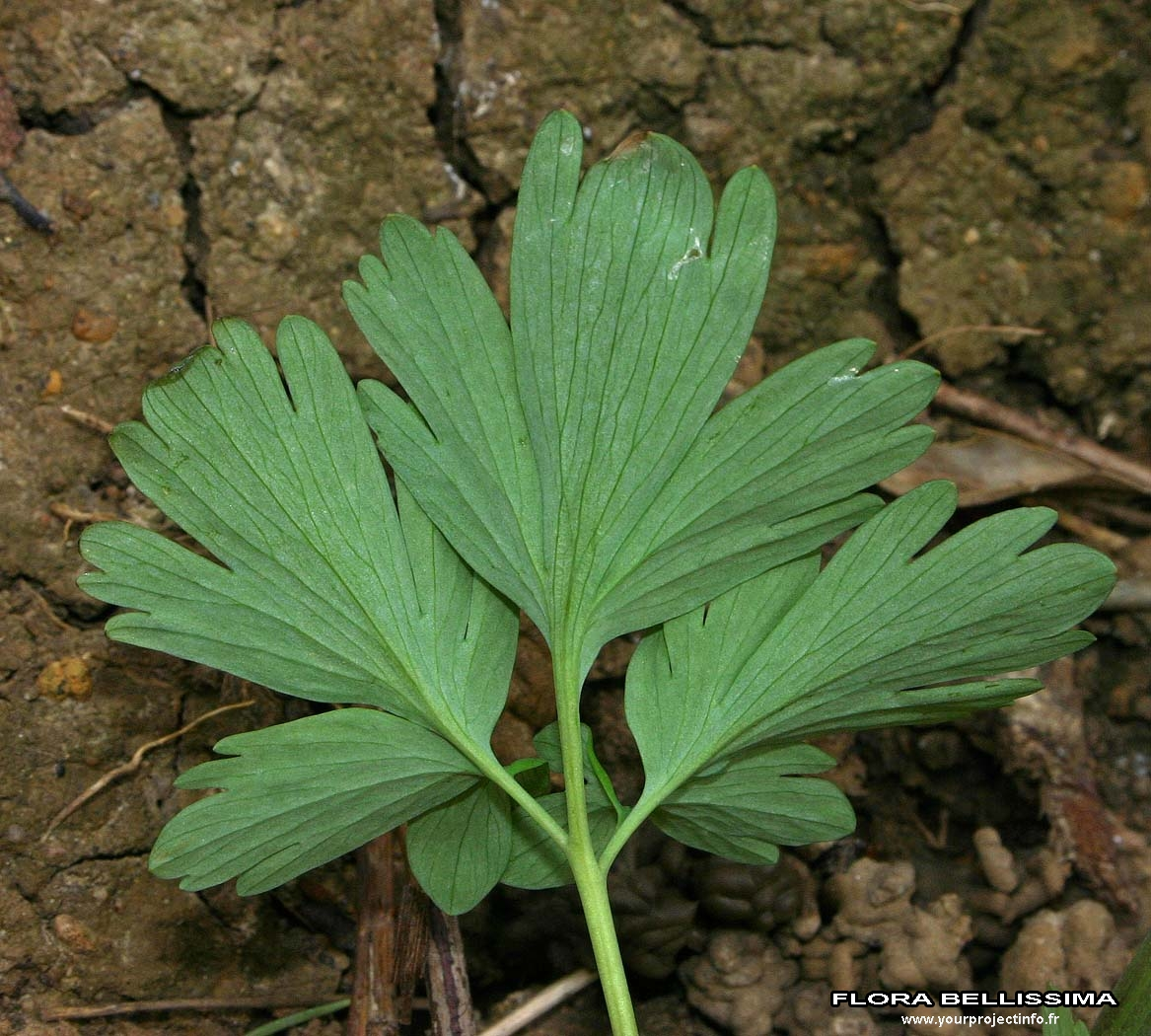
Achterkant blad
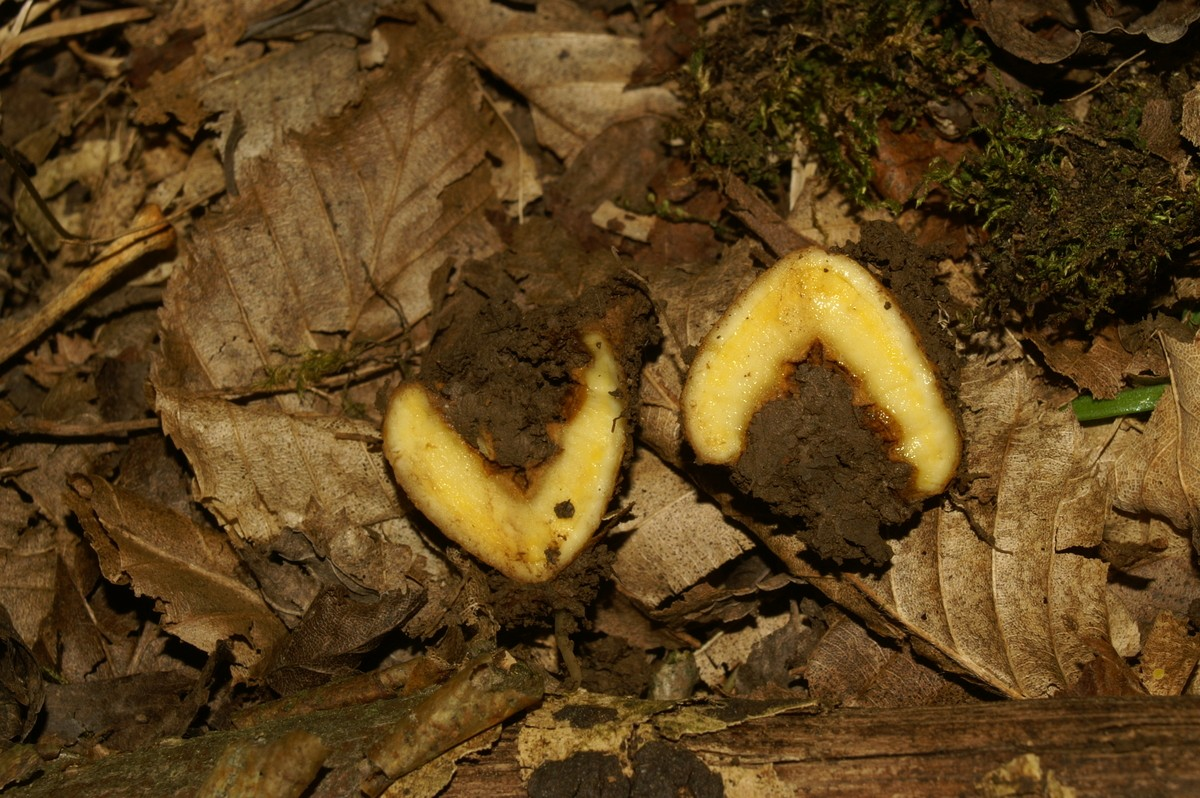
Holle wortelknol
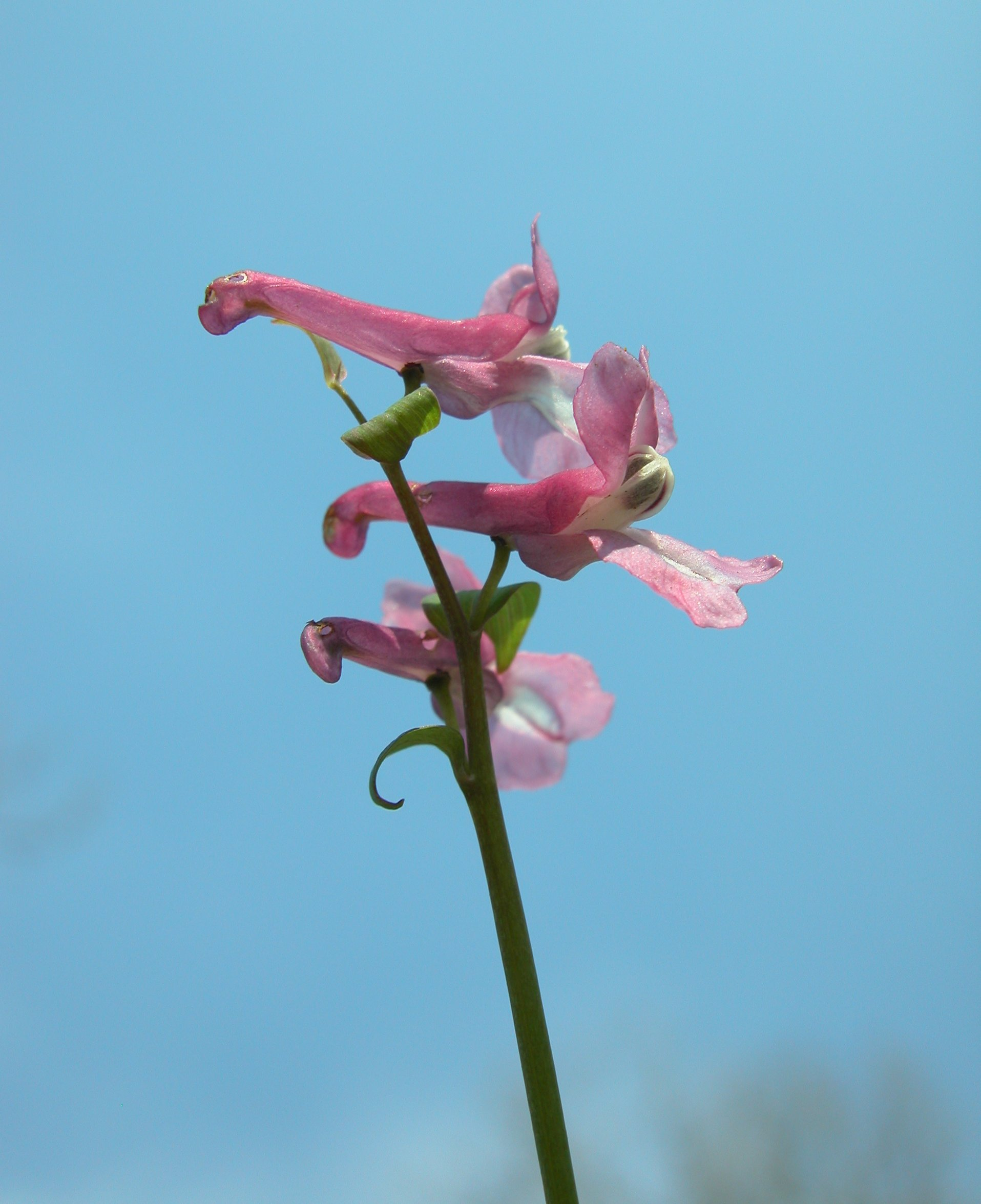
Wanneer de nectar te diep in een bloem verborgen is bijt de hommel een gaatje in de zijkant van de bloemkroon om zo bij de nectar te kunnen komen
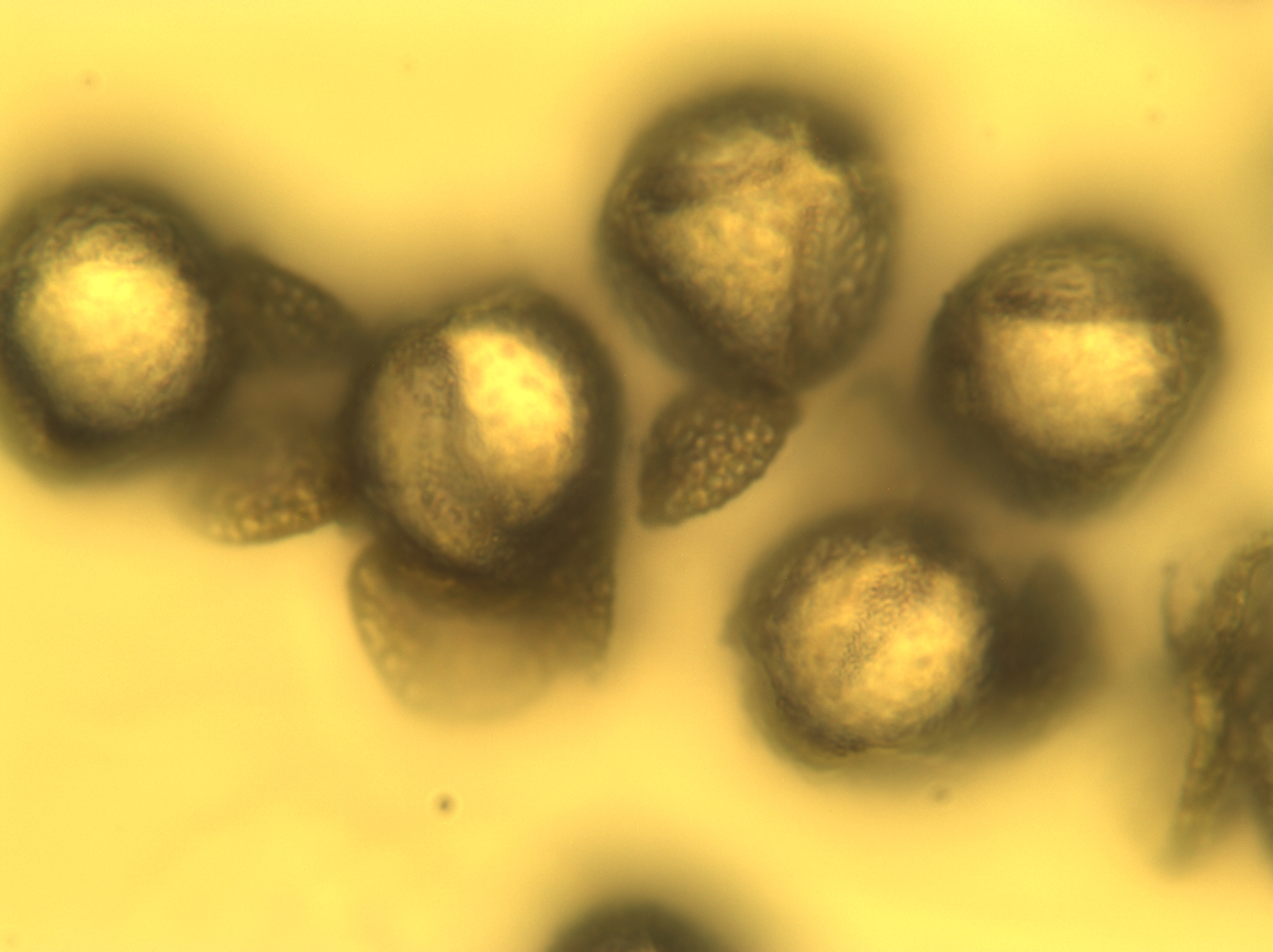
Stuifmeelkorrels
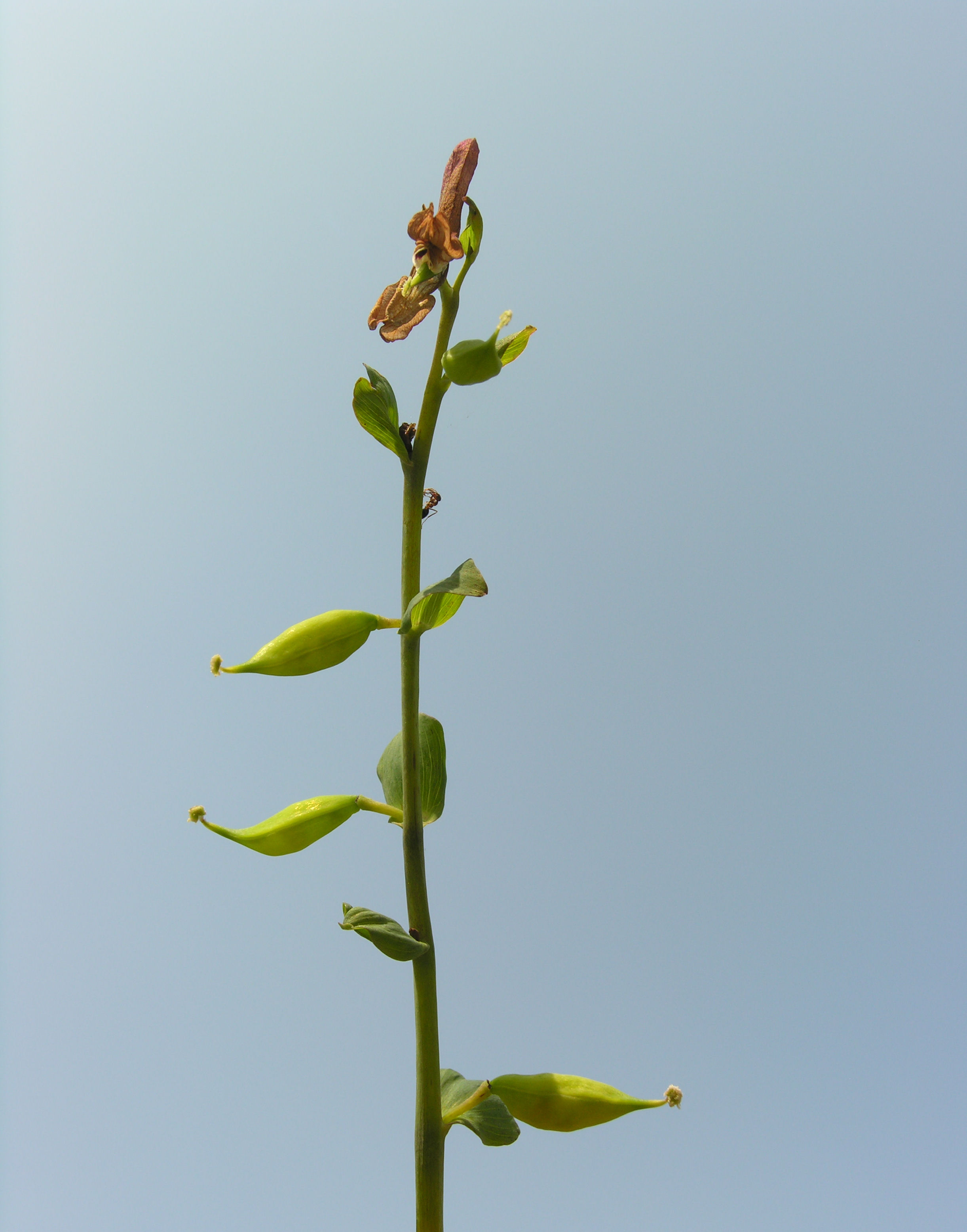
Vruchten

## Ecologie en verspreiding
Holwortel groeit graag in vochtige, voedselrijke loofbossen met leem- of klei-achtige grond en aan beschaduwde slootkanten. In Nederland is holwortel een schoolvoorbeeld van een stinsenplant. Zij is in Nederland zeldzaam en groeit als stinzenplant op buitenplaatsen e.d.  In het begin van de negentiende eeuw werd geconstateerd dat de plant ‘half in het wild voorkwam’: zij zaaide zich uit op en om de plekken waar ze was aangeplant. Maar spontane vestigingen op nieuwe groeiplaatsen zijn niet bekend. De grond van de parkbossen waar holwortel voorkomt, is in het verleden verrijkt met van elders aangevoerd materiaal zoals bosgrond, mest en schelpengruis. Dit leverde een kunstmatig substraat op dat in samenstelling de natuurlijke standplaats van holwortel benadert. Holwortel komt oorspronkelijk voor in Midden-, Oost- en Zuid-Europa. Net over de grens met Duitsland komt zij voor in het Teutoburgerwoud. In Nederland is zij aan de uiterste oostgrens mogelijk oorspronkelijk inheems.

## Plantengemeenschap
De holwortel is een kensoort voor het onderverbond Ulmenion carpinifoliae van het verbond van els en gewone vogelkers (Alno-padion).
... · 
C. bulbosa · C. cava (Holwortel) · 
C. gotlandica · 
C. solida (Vingerhelmbloem) · 
...